# Parvodeceptor
Parvodeceptor is een geslacht van wantsen uit de familie van de Schizopteridae. Het geslacht werd voor het eerst wetenschappelijk beschreven door Hill in 2015.

## Soorten
Het genus is monotypisch en bevat alleen de volgende soort:

- Parvodeceptor infrequens Hill, 2015